# Gilles Bensimon
Gilles Bensimon (París, França, 1944) és un fotògraf de modes francès i el director creatiu internacional de la revista ELLE.
Es va unir a la revista ELLE francesa el 1967. Allí va conèixer a la seva primera esposa, Pascha. Quan l'edició estatunidenca d'ELLE va ser creada en 1985, Bensimon va ser convidat a participar-hi. Aquí va fotografiar diverses models conegudes, incloent a Christy Turlington, Clàudia Schiffer, Cindy Crawford, Naomi Campbell, Tyra Banks, Rachel Williams, Honor Fraser i Beverly Peele. També el 1985, va conèixer a la seva segona esposa, la supermodel australiana Elle Macpherson, de qui es va divorciar quatre anys després. El 1999, va començar a ser el director de la revista ELLE estatunidenca. A més, ha participat com a fotògraf del reality xou America's Next Top Model.
Va tenir una filla amb Pascha i dues filles amb la seva tercera esposa, la periodista Kelly Killoren Bensimon. Al gener de 2006, la parella va anunciar la seva separació. Des de llavors, Bensimon ha estat relacionat amb moltes models, entre elles Estella Alt.